# Hraniční přechod Železná–Eslarn
Hraniční přechod Železná–Eslarn (německy Grenzübergang Eslarn–Železná) je bývalý silniční hraniční přechod, který se nachází na česko-německé státní hranici na hraničním úseku VI/15 - VI/16 mezi českou vesnicí Železná (část města Bělá nad Radbuzou, okres Domažlice, Plzeňský kraj) a německou obcí Eslarn (zemský okres Neustadt an der Waldnaab, spolková země Bavorsko). Přechod leží v nadmořské výšce 518 m n. m. na silnici II/197. Před zrušením byl určen pro pěší, cyklisty a motocykly.
Hraniční přechod byl zrušen při vstupu České republiky do Schengenského prostoru v roce 2007. V případě dočasného znovuzavedení ochrany vnitřních hranic je provoz na hraničním přechodu upraven Sdělením Ministerstva vnitra č. 395/2021 Sb.